# Német Afrika-hadtest
A Német Afrika-hadtest (németül: Deutsches Afrikakorps, rövidítve DAK,  meghallgat) német expedíciós haderő volt a második világháború idején 1941 februárja és 1943 májusa között, műveleti területe Észak-Afrikában Tunéziától Egyiptomig terjedt. A hadtestet rendszerint első parancsnoka nevének szinonimájaként emlegetik, noha Erwin Rommel mindössze hat és fél hónapig vezette a magasabbegységet, azt követően alegységparancsnoki feladatokat látott el az Afrika-páncéloshadseregben (Panzerarmee Afrika), majd a Német–olasz páncéloshadseregben (Deutsch-Italienische Panzerarmee). A hadtest az észak-afrikai hadszíntér támogatására lett létrehozva, mely az események előrehaladtával többször át lett szervezve: 1941 július végétől Afrika-páncéloscsoport (Panzergruppe Afrika), Afrika-hadseregcsoport (Armeegruppe Afrika), majd végül 1943 elejétől Afrika-hadseregcsoport (Heeresgruppe Afrika) neveket viselte.
Külön említést érdemel Almásy László magyar Afrika-kutató, akinek sivatagi ismereteit, szaktudását néhány alkalommal a DAK részére Rommel igénybe vette, mint például a Salaam hadművelet idején.

## Története

### Előzmények

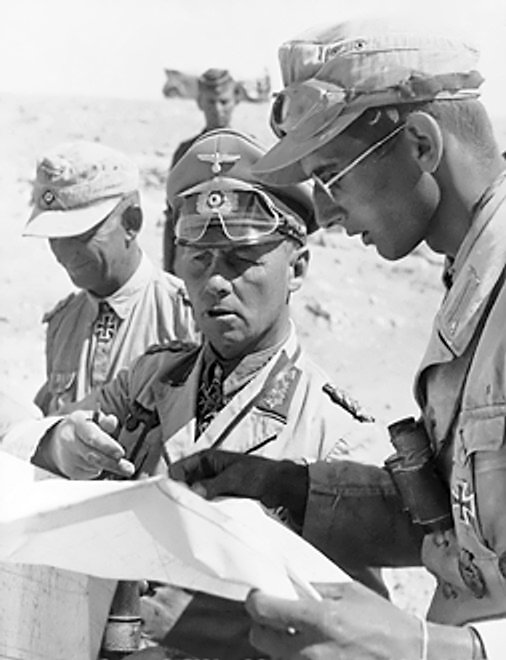
Rommel Észak-Afrikában

A tengelyhatalmak afrikai hadjárata 1940. szeptember 13-án kezdődött, amikor a Líbiában állomásozó olasz 10. hadsereg támadást indított az egyiptomi brit csapatok ellen. A támadások alatt a brit csapatok erősítést kaptak a Nemzetközösség többi országából, így decemberben ellentámadást hajtottak végre. A Compass hadművelet 1941 februárjában Líbiában fulladt ki, mely során a britek jórészt szétforgácsolták az olasz hadsereget.
Az olaszok segítséget kértek Németországtól, amely egy hadtest méretű alakulatot állított ki a megerősítésükre, és 1941 február elején a Sonnenblume („Napraforgó”) hadművelet keretében áttelepítették Nyugat-Líbiába (Olasz Líbiába). Az akkor vezérőrnagy (Generalmajor) Rommel február 6-án kapta meg kinevezését a parancsnoki posztra, 9-étől altábornagy (Generalleutnant) tábornoki rendfokozattal parancsnokolt. Az első csapatok 1941. február 11-én érkeztek meg Tripoliba. Február 16-án a vezetési törzs (Befehlshabers der deutschen Truppen in Libyen, azaz „a német csapatok parancsnoksága Líbiában”) is felállt, néhány nappal később az alakulat hivatalosan is felvette a Deutsches Afrikakorps nevet. Rommel a német 7. páncéloshadosztáy (7. Panzer-Division, becenevén a „Szellemhadosztály”) parancsnoki posztját váltotta fel ennek vezetésével, amely a nyugati hadjáratban (Westfeldzug) ért el jelentős eredményeket.

### Célkitűzések
A kezdeti német háborús tervek az afrikai hadszíntereknek nem juttattak jelentősebb szerepet, ebben az időben inkább a Szovjetunió lerohanásának előkészületei (Fall Barbarossa) kötötték le a készletek és a szervezési apparátus jelentős részét. Éppen ezért az olasz csapatok segítésére szánt alakulatokat Hitler csak hosszabb tárgyalások után állíttatta ki.
Az Egyesült Királyság ekkoriban már harcban állt a tengelyhatalmakkal a nyugat-, észak- és kelet-afrikai térségekben, ezért jelentős erőfeszítéseket tett csapatai megerősítése érdekében. Miközben kolóniáin keresztül, tengeri úton igyekezett ezt az ellátást megoldani, a német tengeralattjáró-háború folyamatosan látens nyomás alatt tartotta. A térség utánpótlását a Földközi-tengeren kellett biztosítania, ahol haditengerészete és légiereje folyamatos támadások alatt állt mind a Luftwaffe és a Regia Aeronautica, mind a Kriegsmarine és az olasz Királyi Tengerészet (Regia Marina) részéről. A gibraltári katonai támaszpont és Málta szigete kulcsfontosságú szerepet töltött be a britek utánpótlási vonalainak fenntartásában. Erre alapozva az OKW 1940 decemberében hozzájárulását adta a Ducénak, hogy a német X. légihadtest Norvégiából Szicília szigetére települjön át hatósugarának módosítása végett.
Az Afrika-hadtest távlati, hadászati céljai máig vitatottak. Christian Hartmann német hadtörténész szerint a hadtestnek először is védelemre kellett felkészülnie az első vonalban, majd az olasz csapatok vereségének fenyegetésére reagálva kellett fellépnie. Dietrich Eichholtz szerint a hadtest alkalmazása Hitler központi stratégiájával szemben állt. A 2006-ban kiadott Krieg um Öl („Háború az olajért”) című könyvükben megemlít egy állítólagos „kaukázusi harapófogó” (Kaukasuszange) tervezetet, amely a briteket a Szuezi-csatornától és az olajellátástól való megfosztását jelentette, azaz a hadtestnek a Kaukázus és Irak térségében állomásozó brit erők megsemmisítése volt célként kitűzve, Rasid Ali al-Gailani miniszterelnök vezette Irakot Németország szövetségesévé kellett tennie.
Részint ezt a gondolatmenetet támasztja alá az is, hogy az Abwehr, a német titkosszolgálat, megpróbálta támogatni a brit uralom elleni ellenállást a térségben, mind a Közel-Keleten, mind Indiában (lásd például az Azad Hind tevékenységét; Bajadere hadművelet). Azonban hogy ez része lett volna egy eltervezett nagystratégiának, arra nincsenek egyértelmű tárgyi bizonyítékok.

### A hadtest műveletei

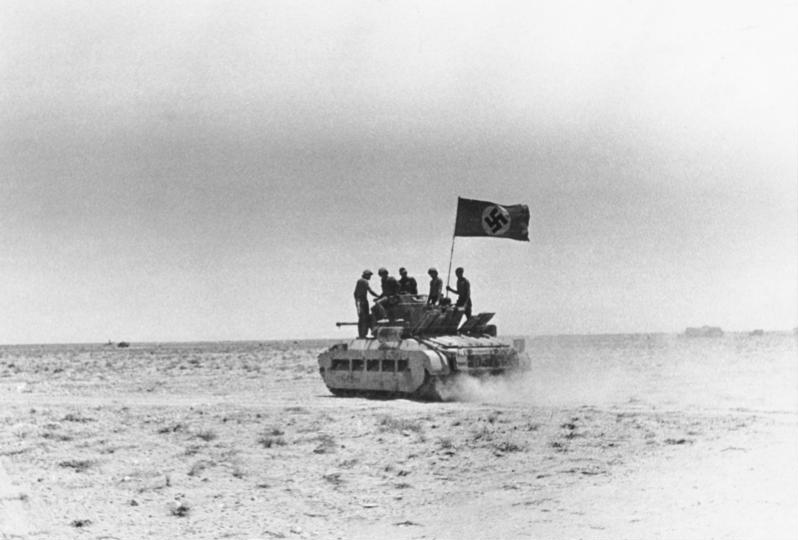
Brit Matilda II harckocsi német kézen Tobruk ostroma idején, 1942 nyarán

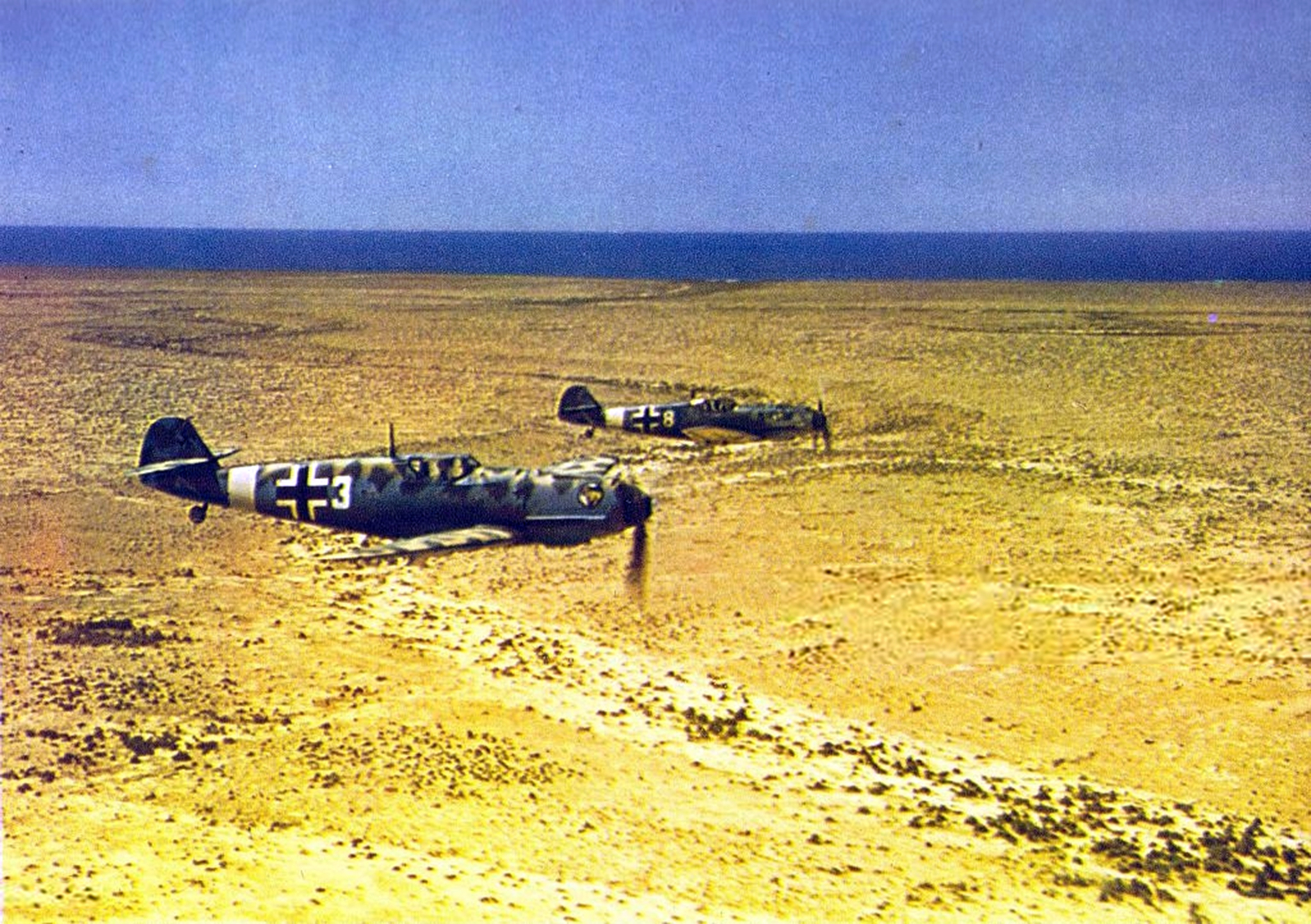
Az I./JG 27 sivatagi terepmintázatú Bf 109E–4 köteléke Észak-Afrika felett

Miután a brit csapatok kivonultak Görögországból 1941 március elején, Kirenaikába, elsősorban El Agheliában foglaltak állást. A Líbiában állomásozó olasz csapatokat újraszervezték hadosztállyá és utánpótlásokat kaptak az anyaországból. Március közepén hajózták ki a német 5. könnyűhadosztály (5. leichte Division) első páncélosait, kiegészülve az Afrikába rendelt német 15. páncéloshadosztállyal (15. Panzer-Division). Továbbá két olasz hadosztály lett még Rommel DAK-jához alárendelve, Ariete páncéloshadosztály néven.
A Kairóban székelő brit közel-keleti parancsnokság arra számított, hogy az Ultra-kódfejtők jelentései helyesek és a DAK Agedabia irányú támadásától tartva csapatait visszább vonta. Az első komolyabb összecsapásukat Rommel csapatai április elején Marsa el-Brega közelében vívták. Ezt a tervet akkor még nem hagyta jóvá Rommel névleges líbiai olasz parancsnoka, Italo Gariboldi. Rommel folyamatosan megszegte a parancsokat, és Gariboldit nem tekintette vezetőjének. A DAK tovább nyomulva előre, egy héttel később már Tobruk erődje mellett volt, ahová több brit és nemzetközösségi hadosztály és csapattest szorult. Kicsivel később már elérték a nyugat-egyiptomi Sollum települést is. Tobruk tartása nehéz helyzetbe hozta a védőket, minden felmentési kísérletet meghiúsítottak a tengely-csapatok. Azonban az ostrom is sikertelen maradt novemberig, értékes német–olasz erőt kötöttek le a védők.

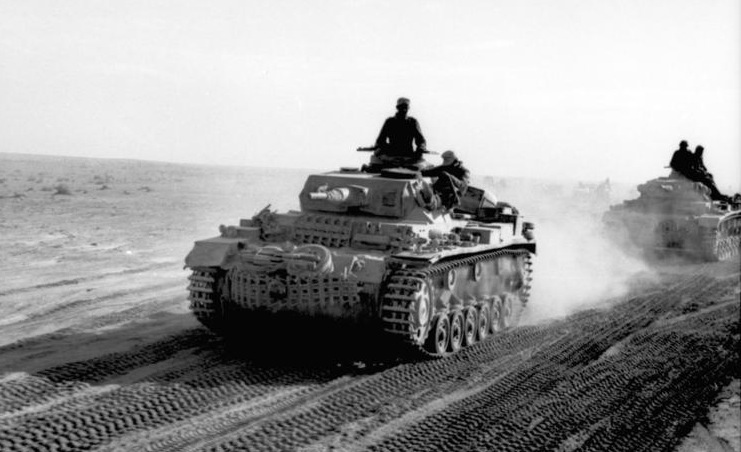
Az Afrika-páncéloshadtest (PK Afrika) Panzer III F-jei menetben

Július végén az olasz csapatokat és a DAK-ot Afrika-páncéloscsoport (Panzergruppe Afrika) néven újjászervezték, immár Rommel parancsnoksága alatt. Az egyiptomi támadási előkészületek során folyamatosan figyelembe kellett venni Tobrukot. Augusztusban megalakult az „Afrika-különleges célra felhasznált hadosztály” (Division zur besonderen Verwendung Afrika), amely később felvette a 90. Afrika-könnyűhadosztály (90. leichten Afrika-Division) nevet. Az 5. könnyűhadosztályt megerősítették és augusztus 1-jével átnevezték 21. páncéloshadosztály (21. Panzer-Division) névre, ahogy a háború végéig megmaradt.
A magasabb egység további összecsapásokban vett részt mint az 1941–1942 telén zajló brit Crusader hadművelet, vagy az azt követő május–júniusi német Theseus hadművelet, illetve a Kairó előtti El-Alameinnél végbement első csata. A német csapatok ekkor már kimerülőben voltak, az utánpótlás akadozott attól függetlenül, hogy az Tobrukba érkezett. Málta elfoglalásának elhalasztása megpecsételte az afrikai csapatok ellátásának biztonságát, a RAF visszatelepült vadász- és támadó repülőgépei folyamatosan rombolták a felszíni és légi utánpótlási vonalakat. Ebben nagy segítséget jelentett az Enigma megfejtése, és elsősorban azokat a tengeri szállítmányokat támadták, melyek az utánpótlás szempontjából kulcsfontosságúak voltak. Egyik jelentős rajtaütés az úgynevezett „Virágvasárnapi mészárlás” (Palmsonntag Massaker/Palm Sunday Massacre), amely a Flax légihadművelet keretében zajlott le 1943. április 18-án vasárnap, amikor is 24 darab Ju 52/3m-met lőttek le az amerikai–brit pilóták és további 35 darab kényszerleszállást hajtott végre Szicília partjainál. Négy nappal később, 22-én 14-16 darab Me 323 Gigant is elpusztult a szövetséges légihadműveletben. Összesen 125-152 darab Ju 52/3m és 21 darab Me 323 semmisült meg a Flax alatt, amely mind a Luftwaffénak, mind a Heernek később pótolhatatlan veszteséget jelentett. Az Afrika-hadtest végig hiányt szenvedett üzemanyagban, munícióban, emberanyagban, ivóvízben. A tengelyhatalmak az október–novemberi második el-alameini csatában súlyos veszteségeket szenvedve voltak kénytelenek visszavonulni.

### Vereség

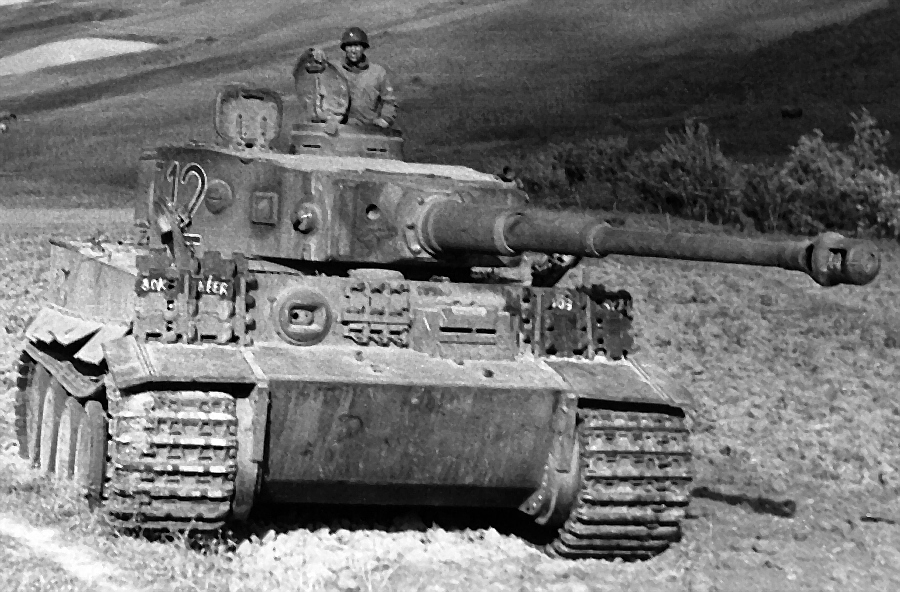
Panzerkampfwagen VI Tigris harckocsi Tunéziában

Az amerikai–brit csapatok 1942. november 8-án megkezdték a marokkói és algériai partraszállást, mellyel megnyitották a Szovjetunió által szorgalmazott „második frontot”. A hadművelet sikeres végrehajtásával a német–olasz kontingens jövője egyre kilátástalanabbá vált. Egy utolsó csapaterősítést kaptak Tunéziába (köztük az először bevetett Tiger harckocsikat), ahová az Afrika-páncéloshadsereg visszavonásra került. Ütközeteik sorozatos feladása, a rugalmas elszakadás elvének alkalmazása és a folyamatos csapatkivonás következtében végül 1943. május 13-án Tuniszban Hans Cramer parancsnok kapitulált, majd június 30-án formálisan is törölték az OKW hadrendjéből, a magasabbegység ezután megszűnt létezni.
A kivont csapatokat Szicília szigetére és Olaszországba vezényelték át, felkészülve a következő szövetséges támadásokra. Csak néhány hónap telt el a sztálingrádi csatavesztés óta, 120 000 német és még nagyobb számú olasz katona került hadifogságba vagy esett el, de mindenképpen veszteséglistára. Két hónappal később, 1943. július 10-én a szövetségesek megkezdték Szicília elfoglalását, ami magába foglalta a tényt, a nyugati szövetségesek a „második frontot” megnyitották az európai kontinensen is.
A hadtest hadifoglyai közül több ezret az Amerikai Egyesült Államokbeli Mississippi állam Camp Shelby hadifogolytáborába szállították, ahonnan csak a háború után tértek haza.

## Szervezeti felépítés
1941 szeptemberében két német hadosztályt, az augusztus 1-jén megalakult 21. páncéloshadosztály és a 15. páncéloshadosztályt május közepétől Ludwig Crüwell vezérőrnagy (Generalleutnant) vezetése alá került. Júliustól Afrika-páncéloscsoport (Panzergruppe Afrika) parancsnoksága alatt tevékenykedett, amit később átnevezték Afrika-páncéloshadsereg (Panzerarmee Afrika) névre. Június 1-jétől vezényelt Rommel, addig olasz parancsnokság alá tartozott. Az Afrika-páncéloscsoporthoz tartozott az olasz XXI. hadsereghadtest (XXI. Armeekorps) Navarini tábornok vezetése alatt, három, részben motorizált hadosztály: a Bologna, a Pavia és a Brescia, továbbá a Corpo ’d’armata di manovra motorizált hadtest Bastico tábornok vezetése alatt, az Ariete páncéloshadosztály, valamint a Trento és Trieste motorizált hadosztályok.
1943 elején végül Líbiából visszavonultak az egységek Tunéziába, ahol az olaszokkal együtt egy motiváltságát vesztett erővé vonták össze, Afrika-hadseregcsoport (Heeresgruppe Afrika) néven. Csak ebben az évben négy parancsnoka volt a magasabb egységnek.

## A német hadsereg néhány alapvető taktikai jellemzője a világháború folyamán
Az alábbi sorok a "Handbook on German Military Forces" nevű kézikönyvből származnak, amit az amerikai hadsereg 1945-ben adott ki. Viszont az alábbi sorok a német hadseregre az egész háború során jellemzőek voltak.
A németek úgy hitték, hogy csak az offenzíva nyerhet a csatatéren, különösen akkor, hogyha az meglepetéssel párosul. A világháborút megelőző 100 év német katonai irodalma hangsúlyozta az agresszió szükségességét minden katonai műveletben.
A németek tisztában voltak a háború pszichológiai komponensével és magas szinten terrorizálták az ellenfelet.
Egy jól képzett tisztikar és egy fegyelmezett sereg volt szükséges ennek az agresszív filozófiának a megvalósítására. A  német doktrína hangsúlyozta a beosztott parancsnokok felelősségét és kezdeményezését. Az a hit, hogy a német hadseregből hiányzik a kezdeményező-készség, teljesen megsemmisült ebben a háborúban, az által, hogy agresszív német vezetők sok merész döntést hoztak.
Viszont annak ellenére, hogy a németeknek sok kiváló taktikusok volt, jellemző volt rájuk az is, hogy ugyanazokat a manővereket ismételték meg, amiket a szövetséges csapatok kihasználtak.

## Járművek
Az Afrika-hadtest ugyan teljesen motorizált volt, de ennek ellenére voltak problémák a járművekkel és a mobilitással. Például a teherautók túlnyomó többsége nem összkerék-meghajtású volt. Emellett jelentős volt a motorkerékpárok száma, ami szintén nem volt ideális a sivatagban (habár a német oldalkocsis-motorkerékpárok megbízhatóbbak voltak, mint a tipikus korabeli motorkerékpárok).
Egy további probléma volt, hogy kevés volt a fél-lánctalpas járművek száma. A rendelkezésre álló fél-lánctalpas járműveket leginkább parancsnoki járművekként és tüzérségi-vontatókként alkalmaztak, a gyalogságnak viszonylag kevés jutott.
Emellett a sivatagi körülmények között a járművek műszaki élettartama sokkal rövidebb volt, mint az európai hadműveletek során. A homok miatt a járművek motorjai sokkal gyorsabban elhasználódtak, még porszűrők alkalmazása esetén is.
A rendelkezésre álló járműtípusok közül a könnyű Kübelwagen-ek viszonylag népszerűek voltak. A Kübelwagen-ek sivatagi körülmények között is használható személyautók voltak. A német 21. páncélos hadosztály nagy számban rendelkezett személyautókkal. Emellett az Afrika-hadtest viszonylag nagy számban rendelkezett felderítésre használható páncélautókkal is.
Ezért az Afrika-hadtest kénytelen volt nagy számban zsákmányolt gépjárműveket használni. 1942 nyarán már a hadtest járműállományának nagyjából a fele britektől zsákmányolt járművekből állt, ami nélkül Rommel nem lett volna képes elvinni a csapatait Egyiptomba.

## Fegyverzet: páncéltörő fegyverzet
Az Afrika-hadtest a páncéltörő fegyverzetet tekintve a hadjárat folyamán minőségileg fölényben volt, habár a mennyiséggel akadtak gondok.
Amikor a hadtest kiért Afrikába, akkor még a páncéltörő lövegek jelentős részben a régebbi gyártású Pak 36-asok voltak, amik már 1939-ben elavultak voltak. Viszont ezeket 1941 folyamán felváltották a kiváló Pak 38-as páncéltörő lövegek. A Pak 38-asok minden brit és amerikai eredetű harckocsit ki tudtak lőni.
Emellett a hadtest rendelkezett 88 mm-es légvédelmi lövegekkel is, amikhez rendelkezésre állt páncéltörő-gránát. Ezek nagy távolságból is ki tudták lőni a legerősebben páncélozott brit harckocsikat is. Viszont a gyakorlatban a 88-asokból korlátozott mennyiség állt rendelkezésre.
Emellett később a hadjárat folyamán a hadtest kapott Marder III önjáró páncélvadászokat is. Ezek orosz eredetű 76 mm-es lövegekkel voltak felfegyverezve és nagy távolságból ki tudták lőni a brit páncélosokat.
Ezzel szemben a brit haderő 2 fontos (40 mm-es) páncéltörő lövegei 1942-ben már hatástalanok voltak az újabb német harckocsik vastagabb páncélzata ellen.

## Fegyverzet: gyalogsági fegyverzet
A hadjárat elején az Afrika-hadtest gyalogsága ugyan úgy volt felfegyverezve és szervezve, mint az Európában bevetett alakulatok. A lövészek fegyvere a Kar98k ismétlőpuska volt, a lövészraj tűzereje pedig az MG 34 géppuskán alapult. A lövészeket aknavetők és gyalogsági lövegek is támogatták.
Viszont az 1941-es tapasztalatokból kiderült, hogy nem minden fegyver hatékony a sivatagi hadviselésben. Ezért 1942 elején átszervezték és fegyverezték az Afrikában harcoló német gyalogsági egységeket. Az új hadrend szerint a lövészzászlóaljak lövésszázadainak a számát 3-ról 4-re növelték. Emellett a könnyű-géppuskák száma megduplázódott.
Továbbá megnövelték a gyalogezredek páncéltörő fegyvereinek a számát is. Az új hadrend szerint egy német gyalogezred már 42 darab Pak 38-as páncéltörő löveggel rendelkezett. Emellett a német gyalogság nagy számban kapott Pzb 41 páncéltörő puskákat is.
Az új hadrendet 1942 januárjában tesztelték le és 1942 áprilisában vezették be.

## Rommel hírszerzése: Seebohm rádiófelderítő-százada
Rommel sikereiben jelentős szerepet játszott, hogy naprakész hírszerzése volt az Alfred Seebohm által vezetett rádiófelderítő-század révén. A század 1941 áprilisában ért ki az afrikai frontra és egészen 1942 július 10-ig működött, amikor a század tagjainak a többsége fogságba esett.
Seebohm egysége azért is volt sikeres, mert a brit szárazföldi haderő a háború első felében egyszerűen feltörhető rejtjelezést alkalmazott. Így Rommel a legtöbb csatában értesülve volt az ellenfél szándékai és helyzete felől.
Például 1941 júniusában Seebohm alakulata értesítette Rommelt a brit Battleaxe hadművelet kezdetéről és a britek szándékairól, ami szerepet játszott a brit offenzíva megállításában. Azt megelőzően pedig, amikor Rommel gyorsan előretörve elfoglalta Líbiát, a hírszerzése révén tudomása volt arról, hogy a britek visszavonulni szándékoznak, vagyis támadhatott.
Seebohm alakulata nem csak a britek szándékait derítette fel, hanem rádió-iránymérés révén az egyes alakulatok helyzetét és mozgását is követni tudta. Emellett idővel felderítették a brit hadrendet is a forgalomfigyelés révén.
Ebben az is szerepet játszott, hogy a britek az üzeneteik jelentős részét nem titkosították és ritkán cserélték a fedőneveket. Például a brit 8. hadsereg központi rádióállomása gyakran csak úgy jelentkezett be a rádióadásba, hogy "8th Army".
Emellett a németeknek többször is olyan szerencséjük volt, hogy a csaták közben kezükbe jutottak a brit rejtjelkulcsok, vagyis a titkosítás feltöréséhez szükséges anyagok.
Viszont Seebohm százada 1942 július 10.-én brit fogságba esett, ami után Rommel sikerei véget értek, mivel többé nem voltak naprakész értesülései.
Emellett a britek a zsákmányolt dokumentumok révén rájöttek arra, hogy a németek milyen mértékben lehallgatták őket. Ezért utána egy hétig rádiócsendet tartották és átdolgozták a csapatok által alkalmazott titkosítást.

## Die gute Quelle
Egy másik jelentős hírszerzési forrás Rommel számára, ami talán Seebohm egységénél is fontosabb volt, az a "die gute Quelle" vagyis "a jó forrás" néven elhíresült ügy volt. A kérdéses forrás a kairói amerikai katonai attasé, Bonner Fellers volt.
Az olasz titkosszolgálat még 1941 szeptemberében betört az amerikai nagykövetségbe Rómában, ahol megszerezték az amerikai katonai attasék által használt "Black Code"-ot, vagyis a Fekete Kódot. Így az olaszok képessé váltak arra, hogy olvassák Fellers Amerikába küldött üzeneteit, ami rendszeresen átadtak a németeknek.
Fellers gyakran írt hosszú, pesszimista üzenetek arról, hogy a brit csapatoknak milyen problémái vannak, amik néhány órán belül (általában ebédkor) Rommel kezébe kerültek.
Ennek jelentős szerepe lehetett az Afrikában bevetett szövetséges haderő legsúlyosabb vereségében, az 1942 májusában kezdődő gazalai csatában. Rommel ugyanis Fellers üzeneteiből megtudta, hogy a britek nagy számú amerikai harckocsit fognak kapni belátható időn belül. Ezért Rommel még ez előtt offenzívát indított.

## A veszteségek fő oka: az egészségügyi-problémák
Kevéssé ismert tény, hogy egészen az 1943-as fegyverletételig az Afrika-hadtest veszteségeinek a túlnyomó többségét nem az ellenséges fegyverek és nem is magukat meg adó katonák adták, hanem a különféle egészségügyi problémák. Több betegség is tizedelte az Afrika-hadtestet, de mind közül a legsúlyosabb a vérhas volt. Emellett jelentős probléma volt a sárgaság és a különféle bőrbetegségek is.
Például 1941 márciusa és júliusa között a hadtest 12203 főt veszített. Ebből a létszámból viszont csak 3512 fő volt a csatatéri veszteség, a többiek betegek lettek.
1941-ben jelentős probléma volt a sárgaság, amit a rossz minőségű víz ivása okozott.
A legnagyobb veszteségeket a betegségektől az újonnan a hadszíntérre érkezett alakulatok szenvedték el, amik nem voltak hozzászokva a körülményekhez. Előfordult, hogy egy új alakulat rövid idő alatt 50 százalékos veszteséget szenvedett.
Amikor 1942 őszén a brit haderő támadásba lendült El-Alamein térségében, akkor a német és az olasz katonák 40-50 százaléka vérhasban szenvedett, ami az egyéb betegségekkel együtt azt eredményezte, hogy a fronton kiállítható erő a töredékére csökkent. Rommel emiatt a vérhasra fogta a vereségét.

## Alfred Toppe: ajánlott intézkedések az egészségügyi-problémák ellen
Egy magas rangú német tiszt, Alfred Toppe beszámolója szerint a sivatagban az egészségügyi-problémák ellen az alábbi intézkedések voltak ajánlottak.
Minden század mellé ki kellett rendelni egy higiéniai szakértőt. Neki ügyelnie kellett, hogy a katonák lehetőleg csak desztillált vizet igyanak. Emellett arra is ügyelni kellett, hogy a katonák az ürüléküket temessék el.
1941-ben komoly probléma volt a vérhas és a sárgaság. Erre antibiotikumokat alkalmaztak. A katonáknak C vitamint és malária elleni gyógyszert kellett szedniük. A moszkítók ellen védőhálót alkalmaztak és gyógyszert az általuk terjesztett malária ellen. Maláriából kevés eset volt.
A legyek óriási számban jelentek meg, amivel nem tudtak mit kezdeni. Ez azért volt komoly probléma, mivel terjesztették a vérhast. Csak a hadjárat végén kezdtek ellenük vegyi anyagokat (DDT) alkalmazni.
Minden német hadosztály számára ajánlott volt egy egészségügyi-század, 250 ággyal. Az egészségügyi-századok számára ajánlott volt vérátömlesztéshez használható felszerelés és röntgenkészülék. Ezen felül hadtest-szinten ajánlott volt két további kórház (300-400 ággyal) a hadosztályok egészségügyi alakulatain felül, plusz két további egészségügyi-század, minden két-három hadosztályra.

## Élelmezés és vízellátás
A sivatagi hőségben az élelmiszer nagyon gyorsan megromlott. Ezért az Afrika-hadtest katonáinak jelentős részben olasz eredetű élelmiszert kellett enniük. Az olasz élelmiszernek nem igazán örültek.
A legnépszerűbbek a zöldségek és a gyümölcsök voltak. Azon kívül kaptak húskonzervet is, ami nem volt népszerű és a túlzott fogyasztását kerülni kellett. A friss hús nagyon ritka jelenség volt. A kenyeret kétszersülttel helyettesítették. Az éghajlat miatt ajánlott volt magas B- és C-vitamin tartalmú ételeket fogyasztani, amiket nem pótoltak a C-vitamin tabletták. A húskonzerv mellett a német katonák kaptak halkonzervet is.
A meleg miatt az Európában megszokotthoz képest 10-15 százalékkal kevesebb kalóriabevitel is elég volt és ajánlott volt az alacsonyabb zsírtartalmú ételek fogyasztása.
A hadjárat kezdetén, 1941-ben az étrend is hozzájárult a sárgaság terjedéséhez, mivel túl sok konzervet ettek a katonák. Ennek az volt az oka, hogy a hadtest az első néhány héten nem rendelkezett tábori pékséggel, ami miatt a konzerven kívül nem igazán volt más. Így a sárgaság gyorsan elkezdett terjedni.
1941 áprilisában viszont kiért a frontra egy pékszázad, ami elkezdte a hadtest ellátását. Így a katonák már kaptak kenyeret is.
A vízellátás szintén probléma volt. A hadtest ugyan rendelkezett kutak fúrásához használható felszereléssel, de az úgy nyert víznek jelentős volt a sótartalma, ami hozzájárult a sárgasághoz. A hadtest emellett kapott desztillált víz előállítására használható felszerelést is, de azt az üzemanyag-hiány miatt ritkán használták.
Édesvizet leginkább úgy tudtak szerezni, hogy megkeresték az édesvizű forrásokat Viszont a Földközi-tenger partjától távolodva elfogytak ezek a források. Ennek következtében előfordult, hogy 100 kilométert kellett szállítani az édesvizet. A partvidék mellett a sivatagban volt néhány jelentősebb oázis, ahol jelentősebb mennyiségben lehetett édesvizet fellelni. 1942-ben érkezett a hadtesthez olyan felszerelés, amivel tengervizet lehetett sótalanítani.
A katonák hadműveletek közben fejenként naponta 4-5 liter vizet kaptak. Viszont ezt nem tiszta víz formájában kapták meg, hanem meleg ételt és kávét főztek belőle, amely formában ihatóbb volt a sós víz. Emellett a tábori pékségek sós vizet használtak az élelmiszer előállításhoz, mivel így nem kellett a sót a hadszíntérre szállítani.
Amennyiben a front nem mozgott és csapatok huzamosabb ideig egy helyben tartózkodtak, akkor a víz szállítására kiépítettek vízvezeték-hálózatokat, mivel az jelentősen egyszerűbbé tette a víz szállítását.

## Az Afrikakorps a nemzeti propagandában
A hadtest megalakulása óta kiemelt figyelmet kapott a német nemzetiszocialista propagandasajtóban. Különösen az első, 1941-es évre jellemző ez, amikor Rommel vezetése alatt, újszerű vezetési módszereivel meglepte brit ellenfeleit és sikereket értek el. A franciaországi hadjáratban a 7., „Szellemhadosztály” (Gespensterdivision) parancsnokaként elhíresült tábornokot ebben az évben a propaganda nemzeti hőssé emelte.

## Fordítás
- Ez a szócikk részben vagy egészben  a   Deutsches Afrikakorps című német Wikipédia-szócikk ezen változatának fordításán alapul.  Az eredeti cikk szerkesztőit annak laptörténete sorolja fel. Ez a jelzés csupán a megfogalmazás eredetét és a szerzői jogokat jelzi, nem szolgál a cikkben szereplő információk forrásmegjelöléseként.

## Cikk a modern háborúkban fellépő betegségekről
https://journals.sagepub.com/doi/pdf/10.1177/014107680109400217
- Források
- https://web.archive.org/web/20080330210249/http://www.historynet.com/magazines/world_war_2/3038121.html
- http://armchairgeneral.com/radio-kills-rommels-621st-radio-intercept-company.htm
- https://www.armyupress.army.mil/Portals/7/combat-studies-institute/csi-books/toppe.pdf
- http://deutsches-afrikakorps.blogspot.com/2010/12/life-in-afrika-korps.html
- http://www.lonesentry.com/manuals/tme30/ch4sec1.html